# Academia de Lenguas Mayas de Guatemala
De Academia de Lenguas Mayas de Guatemala, of ALMG (Academie voor Mayatalen van Guatemala) is een Guatemalteekse overheidsorganisatie belast met de promotie, regulering en onderzoek met betrekking tot de 21 Mayatalen die in Guatemala worden gesproken. De ALMG heeft zich in het bijzonder gericht op de ontwikkeling van standaarden voor de spellingsystemen van Mayatalen.
De ALMG is opgericht op 16 november 1990 na de publicatie van de Ley de la Academia de Lenguas Mayas de Guatemala, die door het Guatemalteekse parlement in oktober 1989 werd aangenomen.